# Michel Desrois
Michel Desrois est un ingénieur du son français né le 3 juin 1938 à Aubenas. 

## Biographie
Membre des groupes Medvedkine de Besançon et de Sochaux à partir de 1967, Michel Desrois réalise en 1971 le court métrage Lettre à mon ami Pol Cèbe, « authentique road-movie révolutionnaire » selon Nicole Brenez. C'est toutefois comme ingénieur du son qu'il a acquis sa notoriété.  
Il a souvent travaillé avec Bertrand Tavernier.

## Filmographie partielle
Courts métrages
- 1970 : Les Ajoncs de René Vautier
- 1978 : L'Arrêt au milieu de Jean-Pierre Sentier
- 1987 : Eden 2 de Dante Desarthe
- 1995 : Soigneurs dehors ! de Pascal Deux

Longs métrages
- 1966 : Les Ruses du diable de Paul Vecchiali
- 1972 : Le Trèfle à cinq feuilles d'Edmond Freess
- 1974 : La Jeune Fille assassinée de Roger Vadim
- 1974 : Que la fête commence de Bertrand Tavernier
- 1975 : Le Juge et l'Assassin de Bertrand Tavernier
- 1975 : Le Voyage de noces de Nadine Trintignant
- 1976 : Une femme fidèle de Roger Vadim
- 1977 : La Question de Laurent Heynemann
- 1977 : Des enfants gâtés de Bertrand Tavernier
- 1979 : Le Mors aux dents de Laurent Heynemann
- 1979 : Un si joli village, d'Étienne Périer
- 1979 : La Mort en direct de Bertrand Tavernier
- 1979 : Série noire d'Alain Corneau
- 1980 : Une semaine de vacances de Bertrand Tavernier
- 1981 : Coup de torchon, de Bertrand Tavernier
- 1982 : Tir groupé de Jean-Claude Missiaen
- 1982 : Le Choc de Robin Davis
- 1982 :  Pays d'octobre (Mississippi Blues) de Bertrand Tavernier et Robert Parrish
- 1982 : L'Étoile du Nord  de Pierre Granier-Deferre
- 1983 : Ronde de nuit de Jean-Claude Missiaen
- 1983 : Le Battant d'Alain Delon
- 1984 : Femmes de personne de Christopher Frank
- 1984 : Rive droite, rive gauche de Philippe Labro
- 1985 : La Baston de Jean-Claude Missiaen
- 1986 : Autour de minuit de Bertrand Tavernier
- 1989 : La Vie et rien d'autre, de Bertrand Tavernier
- 1989 : L'Orchestre rouge de Jacques Rouffio
- 1990 : Daddy Nostalgie de Bertrand Tavernier
- 1991 - La vieille qui marchait dans la mer de Laurent Heynemann
- 1992 : La Guerre sans nom de Bertrand Tavernier
- 1992 : L.627 de Bertrand Tavernier
- 1995 : L'Appât de Bertrand Tavernier
- 1996 : Capitaine Conan de Bertrand Tavernier
- 1999 : Ça commence aujourd'hui de Bertrand Tavernier
- 2002 : Laissez-passer de Bertrand Tavernier
- 2004 : Noble Art de Pascal Deux

## Récompense
- 1987 : César du meilleur son pour Autour de minuit